# Carlos Sánchez Viamonte
Carlos Sánchez Viamonte (La Plata, 16 de junio de 1892-id., 2 de julio de 1972) fue un jurista argentino. Fue diputado nacional entre los años 1940 y 1943 por el Partido Socialista, del cual fue un importante dirigente.

## Familia
Era bisnieto del general Juan José Viamonte e hijo de otro renombrado jurista, Julio Sánchez Viamonte.

## Vida académica y profesional
En 1914, con 22 años, se graduó como abogado de la Universidad Nacional de La Plata. Luego enseñó en esa misma facultad Derecho Público y Derecho Constitucional junto a otros profesores de la talla de Emilio Ravignani y Alfredo Palacios. Fundó la revista Sagitario junto a Julio V. González, hijo de Joaquín V. González, donde se trataban temas sobre la unidad latinoamericana. En dicha revista llegaron a escribir José Luis Romero, Alfredo Palacios, Miguel Ángel Asturias, José Carlos Mariátegui, Albert Camus y José Vasconcelos.
Una vez en ejercicio de la profesión, su estudio concentraba su atención en asuntos civiles, comerciales y laborales pero mayormente en la defensa de las libertades públicas y la lucha contra las violaciones de los derechos humanos.
Fue profesor en las universidades de La Plata y de Buenos Aires (1958) y miembro fundador de la Unión Latinoamericana. Escribió numerosas obras, entre las que cabe citar Tratado sobre el «habeas corpus» (1927), Manual de derecho político (1960) y Teoría del Estado (1968).
Fue elegido el 12 de diciembre de 1947 Académico de Número de la Academia Nacional de Ciencias Morales y Políticas a propuesta de Alfredo Palacios y Monseñor Miguel de Andrea. 

## Vida política
Su intensa actividad en pro de las libertades civiles y políticas provocaron la persecución de varios gobiernos. En 1915 fue arrestado por su ataque a los desmanes del poder político.
Fue el golpe de 1930 el que lo empujó a la actividad política. El 6 de junio de 1931 la dictadura del general Uriburu lo declaró cesante en sus funciones de profesor de enseñanza secundaria y debió exiliarse en Montevideon. Se afilió al Partido Socialista en 1931, fue convencional constituyente provincial y logró una banca como diputado provincial en 1935, actuando como tal hasta 1940. Desde allí propuso derechos sociales y económicos ignorados hasta el momento, así como la igualdad de género.
En 1940 fue elegido diputado nacional, pero su término fue acortado por el golpe de 1943. Pasó entonces a ser un vocero del antitotalitarismo, opositor del gobierno y encarcelado, sin proceso alguno, durante la presidencia de Perón, quien según el mismo Sánchez Viamonte, era continuador del antes mencionado gobierno de facto. Su libertad fue reclamada, durante los cinco meses que duró su encierro, en varias ocasiones, incluso por figuras que no pertenecían al ámbito del derecho, como el escritor Jorge Luis Borges.
Durante el gobierno peronista su casa fue allanada varias veces, tuvo que mantenerse oculto en repetidas ocasiones y fue detenido y puesto a disposición del Poder Ejecutivo en dos oportunidades. Formó parte en 1958 de la fórmula presidencial por el Partido Socialista como vicepresidente de Alfredo Palacios.
Durante la presidencia de Arturo Illia representó al país ante la Comisión de Derechos Humanos de la ONU. Renunció tras el golpe de 1966.
Rechazó en varias ocasiones integrar la Corte Suprema.

## Obras
- El respeto a la ley. Edición del autor. La Plata, 1915.
- El derecho de juzgar y otros ensayos. Edición del autor. La Plata, 1922.
- Impresiones de un viaje a Europa. Edición del autor. La Plata, 1923.
- Derecho Político. Editada por la revista Sagitario. La Plata 1925.
- Del taller universitario. Editorial SAMET. Buenos Aires, 1926.
- El habeas corpus. Edit. Valerio Abeledo. Buenos Aires, 1927.
- La ley, como el cuchillo. Edición del autor. La Plata, 1928.
- La cultura frente a la Universidad. Editorial FAMET. Buenos Aires, 1928.
- Jornadas. Editorial FAMET. Buenos Aires, 1929.
- El último caudillo. Editada por el diario El País, de Córdoba, 1930.
- La defensa de un juez. (dos tomos). Edición del autor. Buenos Aires, 1931.
- Ley marcial y estado de sitio en el derecho argentino. Editorial Impresora Uruguaya. Montevideo, 1931.
- Nulidad de transacción. Edición del autor. La Plata, 1932.
- Democracia y Socialismo. Editorial Claridad, Buenos Aires, 1933.
- Defectos sociales de la constitución de 1853. Editorial Claridad. Buenos Aires, 1933.
- Por la libertad civil y política. Edición de la Asoc. De Abogados de Bs. As., 1934.
- Hacia un nuevo derecho constitucional. Editorial Claridad, Buenos Aires, 1938.
- Cuestiones institucionales (labor parlamentaria). Edición del autor. Buenos Aires, 1941.
- Vísperas del 4 de junio (responsabilidad de gobernantes). Ediciones Futuro, Buenos Aires, 1943.
- El problema contemporáneo de la libertad. Edit. Kapeluz, Buenos Aires, 1945.
- El Poder Constituyente. Edit. Kapeluz, Buenos Aires, 1945.
- Revolución y doctrina de facto. Editorial Claridad, Buenos Aires, 1946.
- Utilidad de las dictaduras. Editada por La Vanguardia, Buenos Aires, 1946.
- Historia Institucional Argentina. Fondo de Cultura Económica, México, 1948.
- Compendio de Instrucción Cívica. Edit. Kapeluz. Buenos Aires, 1956.
- Biografía de una ley antiargentina (4144). Edit. Near. Buenos Aires, 1956.
- La idea de paz y el pacifismo ( de Max Scheler ), traducción y estudio preliminar.1956.
- Los Derechos del Hombre en la Revolución Francesa. Editada por la Univ. Nacional Autónoma de México, en homenaje al autor. México, 1956.
- Educación democrática (tercer curso – escrita en colaboración con Amaranto A. Abeledo). Edit. Kapeluz, Buenos Aires, 1957.
- El constitucionalismo (sus problemas). Editorial Bibliográfica Argentina. Buenos Aires, 1957.
- El pensamiento liberal argentino en el siglo XIX. Editorial Gure. Buenos Aires, 1957.
- Las Instituciones Políticas en la Historia Universal. Bibliográfica Omeba, Buenos Aires, 1962.
- La libertad (declaraciones, derechos y garantías).
- La intervención a la Provincia De Buenos Aires.
- El estado argentino es laico.
- Bases esenciales del constitucionalismo latinoamericano.
- Libertad de imprenta, delitos de imprenta y censura. Boletín Social de la Sociedad General de Autores de la Argentina (Argentores), 1964.
- Universidad, educación y laicismo. Editorial Saga, Buenos Aires, 1968.